# Осбалдестон, Гордон
Гордон Фрэнсис Джозеф Осбалдестон (англ. Gordon Francis Joseph Osbaldeston; 29 апреля 1930, Гамильтон, Онтарио — 6 марта 2019, Лондон, Онтарио) — канадский государственный деятель, секретарь Тайного совета в 1982—1985 годах, также занимавший посты заместителя министра в ряде канадских министерств. Компаньон ордена Канады (1997).

## Биография
Говард Осбалдестон родился в Гамильтоне (Онтарио) в 1930 году в семье Эдварда и Маргарет Осбалдестон. Говард был одним из четырёх сыновей в семье. Его отец владел магазином мебели и электротоваров, и Говард с детства работал в этом магазине, как за прилавком и в качестве посыльного, так и в мастерской. Учился в местных начальных и средних школах, а в 13 классе — в школе Св. Джерома в Китченере.
По окончании школы поступил в Торонтский университет, который окончил со степенью бакалавра коммерции. Проработав некоторое время в рекламном агентстве в Торонто, продолжил обучение в Университете Западного Онтарио, где получил степень магистра делового администрирования.
В 1953 году поступил на государственную службу в международный отдел департамента торговли. Первые назначения получил в Бразилию и США. В 1968 году, отказавшись от назначения в Рим, занял в незадолго до этого созданном министерстве по делам потребителей и корпораций должность помощника заместителя министра. В 1972 году стал заместителем секретаря казначейства, а с 1972 по 1982 год побывал заместителем министра по делам потребителей и корпораций, министра промышленности и торговли и государственного секретаря по внешним делам, а также секретарём казначейства. С 1978 года был также секретарём совета по экономическому развитию, характеризовавшегося как «надминистерство».
С декабря 1982 по август 1985 года Осбалдестон занимал пост секретаря Тайного совета — должность в правительстве Канады, соответствующая заместителю премьер-министра, ответственному за все федеральные государственные службы. На этом посту он работал последовательно с тремя разными премьер-министрами — Пьером Трюдо, Джоном Тёрнером и Брайаном Малруни.
В 1986 году ушёл в отставку с государственной службы, став преподавателем факультета делового предпринимательства в Университете Западного Онтарио. Входил в советы директоров крупных канадских компаний, включая Bell Canada и Molson, а с 2003 года — Canada Life. Издал две книги — «Ответственность заместителей министров» (англ. Keeping Deputy Ministers Accountable, 1988) и «Организовать, чтобы руководить» (англ. Organizing to Govern, 1992).
Скончался в марте 2019 года в Лондоне (Онтарио) в возрасте 88 лет, оставив после себя трёх сыновей и дочь. Жена Осбалдестона, Джеральдин, с которой он прожил 52 года, умерла в 2006 году.

## Признание заслуг
В 1981 году Гордон Осбалдестон был произведён в офицеры Орден Канады за заслуги на постах заместителя министра, секретаря казначейства и секретаря министерства экономического развития. В 1997 году он был удостоен высшей степени этой награды, став компаньоном ордена Канады в том числе за заслуги в качестве секретаря Тайного совета и за написанные книги.
Осбалдестон был также награждён медалями Серебряного, Золотого и Бриллиантового юбилея королевы Елизаветы II и был лауреатом награды за выдающиеся достижения от государственных служб Канады. В 1980-е годы Осбалдестон был удостоен почётных степеней доктора права от трёх университетов в Онтарио и Университета Дэлхаузи в Новой Шотландии. С 2006 года Форум общественной политики в Оттаве проводит ежегодные лекции, носящие его имя.